# Révocation de l'édit de Nantes
Pour les articles homonymes, voir Édit de Fontainebleau.
Paix d'Alès Édit de Versailles
La révocation de l'édit de Nantes a été actée par Louis XIV en signant l'édit de Fontainebleau le 18 octobre 1685. En annulant l'édit par lequel Henri IV, en 1598, avait octroyé une certaine liberté de culte aux protestants du royaume, Louis XIV a interdit le culte protestant en France.
Dès le début de son règne, Louis XIV veut unifier son royaume sous sa seule autorité (« monarchie absolue », c'est-à-dire parfaite) tant sur les plans politique qu'administratif, ce qui se résume par la formule « une foi, une loi, un roi ». Cela implique une centralisation extrême du pays et l'éradication de tout particularisme, dont le protestantisme est un exemple type. S'appuyant sur une interprétation étroite de l'édit de Nantes, il fait accumuler les enquêtes, les dénonciations, les interdictions, voire les destructions d'écoles et de temples, et même les enlèvements d'enfants pour les plus opiniâtres. Après des années de persécutions et de conversions forcées, sur la foi des rapports des intendants qui s'attribuent le mérite d'avoir extirpé le protestantisme de leur juridiction, considérant que le protestantisme français a pratiquement disparu, le pouvoir royal décide que l'édit de Nantes est devenu caduc et peut donc être révoqué.
Le protestantisme français est alors régulièrement désigné (et diffamé) par les catholiques et les édits royaux comme religion prétendue réformée (R.P.R.), ce qui inclut toutes les Églises réformées.
La révocation a pour conséquence une accélération de l'exil de quelque 200 000 protestants, soit environ un pour cent de la population du royaume, appartenant pour beaucoup d'entre eux à l'élite intellectuelle, dont David Ancillon et Denis Papin, fuyant vers des pays de Refuge, concurrents économiques de la France : l'Angleterre, les Provinces-Unies, la Suisse et la Prusse, et parfois leurs colonies comme les Treize Colonies britanniques en Amérique (futurs États-Unis) ou la colonie des Provinces-Unies au Cap (future Afrique du Sud).

## Les prémices de la révocation

### De la paix d'Alès au règne personnel de Louis XIV (1629-1661)

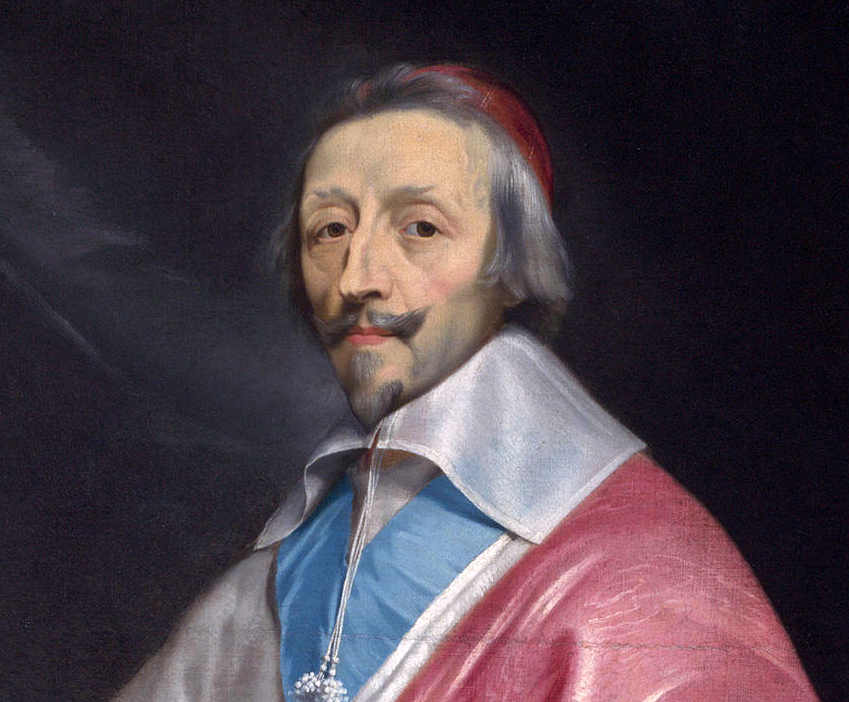
Il était dans l’intérêt de la politique extérieure de Richelieu de faire respecter l’édit de Nantes.

En 1629, la paix d'Alès accordée par Louis XIII avait déjà annulé la quasi-totalité des clauses politiques et militaires accordées aux protestants par l'édit de Nantes pour garantir leurs libertés.
La « Religion Prétendue Réformée » (R.P.R., telle était la dénomination utilisée par les catholiques et par l'administration) perdura pendant plus de cinquante ans, moyennant une bataille juridique permanente. Cependant, le parti catholique pouvait déjà se targuer de nombreuses conversions dans l'aristocratie protestante. Le cardinal de Richelieu, Premier ministre de 1624 à 1642, respecta les clauses religieuses de l’édit de Nantes pour affermir sa politique extérieure : allié avec les princes protestants allemands et la Suède pendant la guerre de Trente Ans, il devait ménager les huguenots de France. La mort du cardinal en 1642, puis celle de Louis XIII en 1643, remettait en cause un hypothétique statu quo.
Élisabeth Labrousse a pu démontrer que la première révolution anglaise a compliqué la situation des huguenots français. En effet, les catholiques eurent vite fait de leur imputer la décapitation de Charles Ier en 1649. Par une fallacieuse association d'idées, les coreligionnaires français du Parlement puritain passèrent pour complices implicites. Les huguenots s'empressèrent de condamner leurs frères presbytériens régicides, proclamant leur attachement à la monarchie.

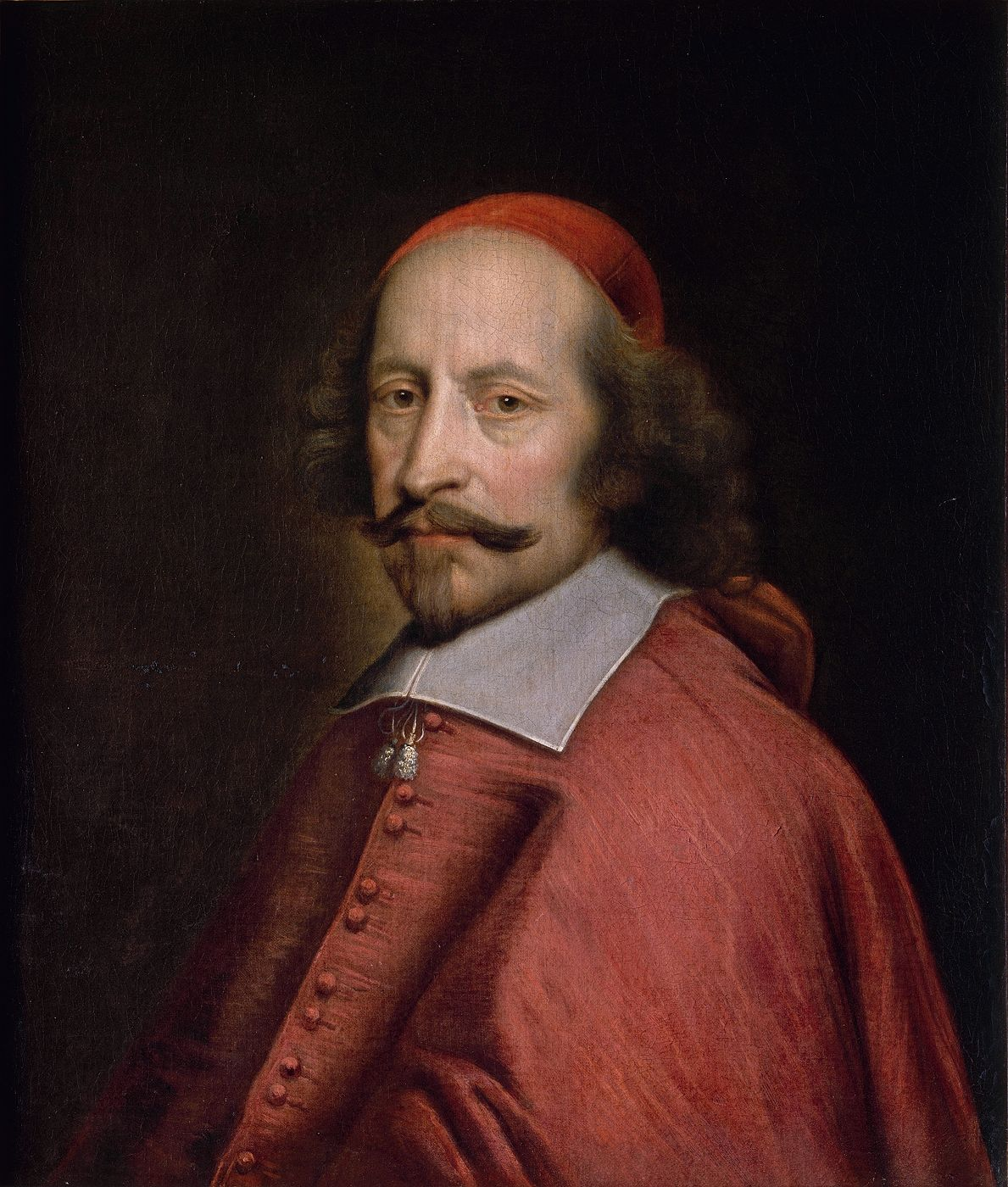
Jules Mazarin, un légat du pape passé au service de la « Couronne de France ».

Il n'en demeure pas moins que Mazarin se montra favorable aux huguenots français pour s’assurer de la neutralité de Cromwell dans la guerre franco-espagnole. En mai 1652, le pouvoir royal alla jusqu'à remercier les réformés de leur soutien à la Couronne pendant la Fronde.[réf. souhaitée].
Après avoir obtenu l’alliance commerciale et militaire des Anglais en 1655 et 1657, le Cardinal se montra plus intransigeant, revenant sur les concessions accordées. Son but était de réduire progressivement la R.P.R. Il décide d'abord que le synode national des Églises réformées de France (E.R.F.), réuni à Loudun en 1659, sera le dernier autorisé. Or, les synodes nationaux sont vitaux pour les réformés puisqu’ils font autorité en matière de droit et de théologie. De plus, Mazarin interdit de faire appel à des pasteurs étrangers, notamment ceux de Genève, la « Rome » réformée. Autre coup grave porté aux religionnaires, les commissions chargées par le Cardinal de faire respecter l’édit de Nantes « à la lettre » : tout ce qui n’est pas contenu expressément dans l’édit devient interdit. Des commissions composées de deux juristes, un catholique, souvent l’intendant de la généralité ou son subdélégué, et un protestant, doivent statuer sur l'utilité du temple local. Les consistoires doivent leur prouver juridiquement et par écrit leurs droits sur le fonctionnement des temples de leur ville. Pour Didier Boisson, il s’agit là d’un tournant de la politique royale. Cette vague de textes législatifs contraignants s’accélère jusqu'à atteindre son paroxysme dans la décennie 1660. Plusieurs autres mesures violent les accords de l’édit de Nantes. Si les réformés ont foi en l’avenir, la Cour et la justice du roi, les plus hautes autorités de l’État jouent un double jeu : ils ménagent les alliés protestants de la France par une politique apparemment favorable aux huguenots français, tout en réduisant leurs privilèges pour mieux les contrôler.

### L'œuvre de démantèlement de l’édit de Nantes par l'État (1661-1685)

#### Premières mesures discriminatoires (1661-1679)

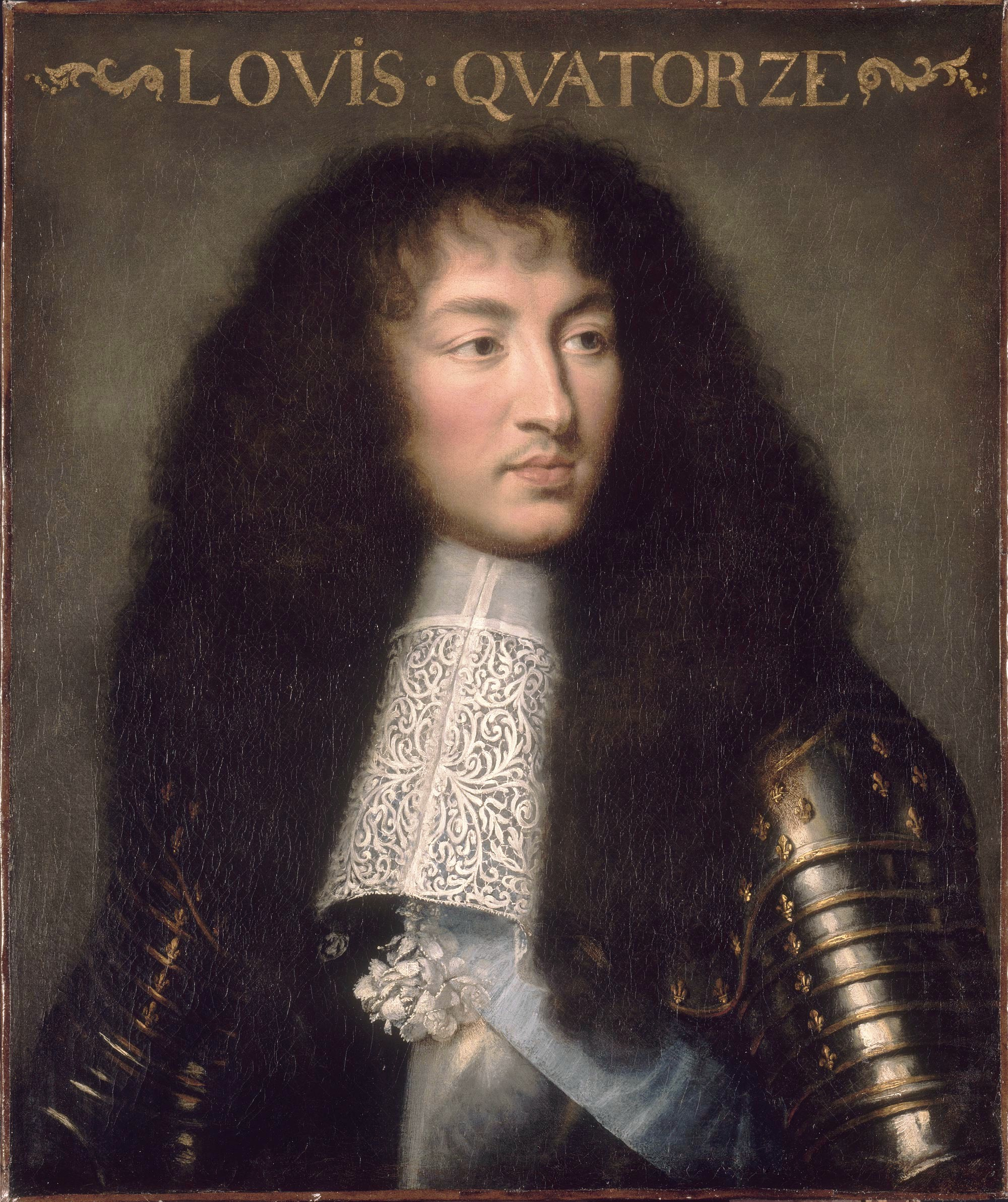
Louis XIV, jeune monarque de 23 ans, impose sa marque à sa famille et à ses sujets dès la mort du cardinal de Mazarin.

Henri IV ambitionnait de se servir du parti protestant comme d’un pendant naturel à la Ligue. Cependant, la disparition du parti huguenot, la transformation de la Ligue en un parti dévot, plus religieux que politique, finit par priver la communauté protestante de son « utilité ». Minoritaires, inoffensifs, bons sujets loyaux, financiers, entrepreneurs et commerçants dynamiques, le sort des religionnaires n’était plus entre les mains des consistoires mais entre celles du pouvoir royal.

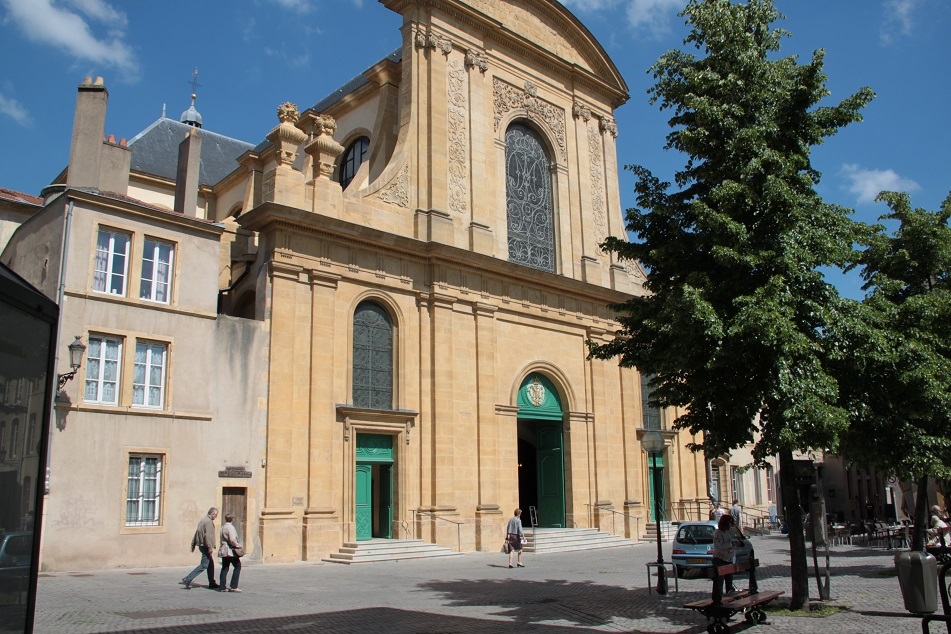
L'église Notre-Dame-de-l'Assomption de Metz de style jésuite édifiée en 1665 à l'emplacement du temple, le « crève-cœur » des protestants messins. Comme la famille Ancillon, 3000 d'entre eux s'exileront à Berlin dont ils feront une capitale de premier plan. Leurs descendants n'auront pas oublié leurs origines en 1870 et 1940.

Alors que Mazarin tente d'imposer l’application à la lettre de l’édit de Nantes dès 1656, cette décision n’est réellement effective qu’en 1661. Entre 1661 et 1679, on ne compte pas moins de douze édits restrictifs émanant du Conseil du roi. En 1665, un arrêt attribue à un commissaire catholique la maîtrise de l’instruction des dossiers. Certains temples, jugés trop bien placés, sont détruits (tel celui de Metz, remplacé par une église jésuite). Plusieurs déclarations et arrêts royaux entre 1661 et 1669 accentuent l'oppression contre la prédication des pasteurs, auxquels il est interdit de prêcher ailleurs que dans les temples et dans les villes dépourvues de temple. Le chant des psaumes est lui aussi prohibé à l'extérieur des lieux de culte. En matière d'obsèques, en 1663, les funérailles ne sont autorisées qu'au lever du jour ou à la tombée de la nuit ; le nombre de participants est fixé à trente, puis à dix en 1664, avant que ce « numerus clausus » ne soit levé en 1669.
De fait, la déclaration du 1er février 1669 annule ou modère plusieurs textes précédents. Cependant cette « pause » dans la législation anti-protestante n'est qu'un répit pour les réformés. D’autres mesures touchent les institutions elles-mêmes : on interdit de tenir des colloques et les synodes provinciaux doivent délibérer en présence d'un commissaire royal ; en 1663 les Églises de provinces différentes n'ont plus le droit de communiquer par contacts épistolaires. Plusieurs décisions concernent les personnes : les religionnaires ne peuvent plus postuler à de hautes charges, et il leur est interdit d’exercer certains métiers. Cette interminable suite de textes juridiques suffit à montrer l'acharnement contre les protestants en cette décennie 1660.
La réaction des protestants est d’abord juridique : les procès se multiplient pour répondre aux attaques portées contre les E.R.F. dont la cause sort rarement victorieuse. Face à une situation qui aurait pu les revigorer, les pasteurs s’engoncèrent dans une orthodoxie et un rigorisme théologique qui enfonça encore plus la communauté dans la passivité et la peur de sanctions plus sévères.
C’est une fois de plus la situation internationale qui fait obtenir un sursis aux protestants français. Au printemps 1672, les armées du roi envahissent les Provinces-Unies. Le traité de Nimègue, six ans plus tard, marque la fin de la guerre de Hollande, l’apogée de la puissance française en Europe et vaut à Louis XIV le surnom de « Grand ». En 1675, alors que la France est en guerre, les abjurations huguenotes individuelles se font plus nombreuses, avec le soutien de la Cour. Les nouveaux convertis sont essentiellement des notables, mais on compte aussi des marchands, des artisans, soucieux de s’attirer des faveurs. 1675 est aussi l’année de la création de la Caisse des conversions par Paul Pellisson, financée par la caisse des Économats, qui percevait auparavant les revenus des abbayes vacantes. L’idée en est simple mais pas nouvelle : on donne de l’argent en échange d’une conversion. Depuis 1598, l’Assemblée du clergé de France avait attribué une certaine somme d’argent pour les ministres huguenots qui se convertiraient au catholicisme. La Caisse de Pellisson séduisit surtout des gens du peuple aux revenus modestes, mais aussi des escrocs, des gens peu scrupuleux qui se convertissaient plusieurs fois. Les résultats furent peu satisfaisants : à peine dix mille conversions sur trois ans sur l’ensemble du royaume. En outre, la plupart des conversions n'étaient pas véritables. Les polémistes huguenots n’hésitèrent pas à condamner le peu de scrupules de l’Église catholique, qui, disaient-ils, usait d'un procédé rappelant celui des Indulgences au début du XVIe siècle pour racheter les péchés contre de l’argent destiné à la construction de Saint-Pierre de Rome.

#### Intensification des persécutions (1679-1685)

##### Les textes anti-protestants
En 1679, débute la seconde vague de textes anti-protestants. La Caisse de conversions a donc obtenu des résultats limités. Soumise au « bon désir du roi », la France, à l’apogée de sa puissance en Europe, n’a toujours pas réglé le sort des religionnaires du royaume. Affaiblies, les E.R.F. affichent toujours leur fidélité à la monarchie, mais leur résistance et les vestiges subsistants de l’édit de Nantes sont anéantis dans les années 1679-1685 par les arrêts du Conseil. On compte plus de quatre-vingts arrêts dans cette période.
Le processus méthodique d’étouffement du protestantisme s'accélère :
- suppression des assemblées locales protestantes et du synode national ;
- réexamen des droits amenant la destruction de centaines de temples[6]. Dans le pays de Gex, rattaché au royaume trois ans après l'Édit de Nantes, 21 des 25 temples avaient été détruits dès 1662 en quelques jours, sur ordre royal[7] ;
- à partir de 1683, réservation, dans les temples, d'une place pour des catholiques venus écouter le pasteur pour favoriser la délation ;
- exclusion des offices dont l’acquisition est essentielle dans le processus d’ascension sociale des familles protestantes, puis des professions libérales (avocats, notaires, médecins, apothicaires, mais aussi imprimeurs et libraires, personnages-clés pour la diffusion de la Bible) ;
- suppression des chambres mi-parties dites de l’édit (mais antérieures à l'édit de Nantes) ;
- suppression de tous les établissements d’enseignement au-delà de l’enseignement primaire, ce qui revient à confier l’éducation des enfants aux catholiques ;
- création d’une caisse de conversion pour acheter les conversions.

Au contraire des événements qui avaient suivi l’annexion du Béarn par la monarchie en 1620, il n'y eut guère de soulèvements. Les nobles protestants, pour mieux plaire au roi en servant leurs ambitions s’étaient convertis au catholicisme depuis 1630 ; la paix d’Alès avait privé les huguenots de leurs places fortes et de leurs troupes. En 1683, la tentative de s'assembler sur les « masures » (ruines des temples détruits) pour le culte du dimanche fut écrasée dans le sang, et le pasteur Isaac Homel fut roué vif à Tournon.
En octobre 1679, les synodes réformés doivent accepter la présence d'un commissaire nommé par la cour ; à Lyon, c’est Jean-Baptiste Dulieu, lieutenant de la sénéchaussée et présidial de Lyon, qui assiste aux séances du consistoire, à partir du 18 mars 1685. Un autre arrêt accentue les peines à l’encontre des relaps protestants. En 1680, un nouvel édit exclut les protestants de certaines professions et on interdit aux catholiques de se convertir au protestantisme. D’autres mesures sont prises : le 17 juin 1681, l’âge de la conversion au catholicisme passe à 7 ans, en juillet 1681, un arrêt supprime l’académie de Sedan ; suivent celles de Die en septembre 1684, de Saumur en janvier 1685 et de Puylaurens en mars 1685.

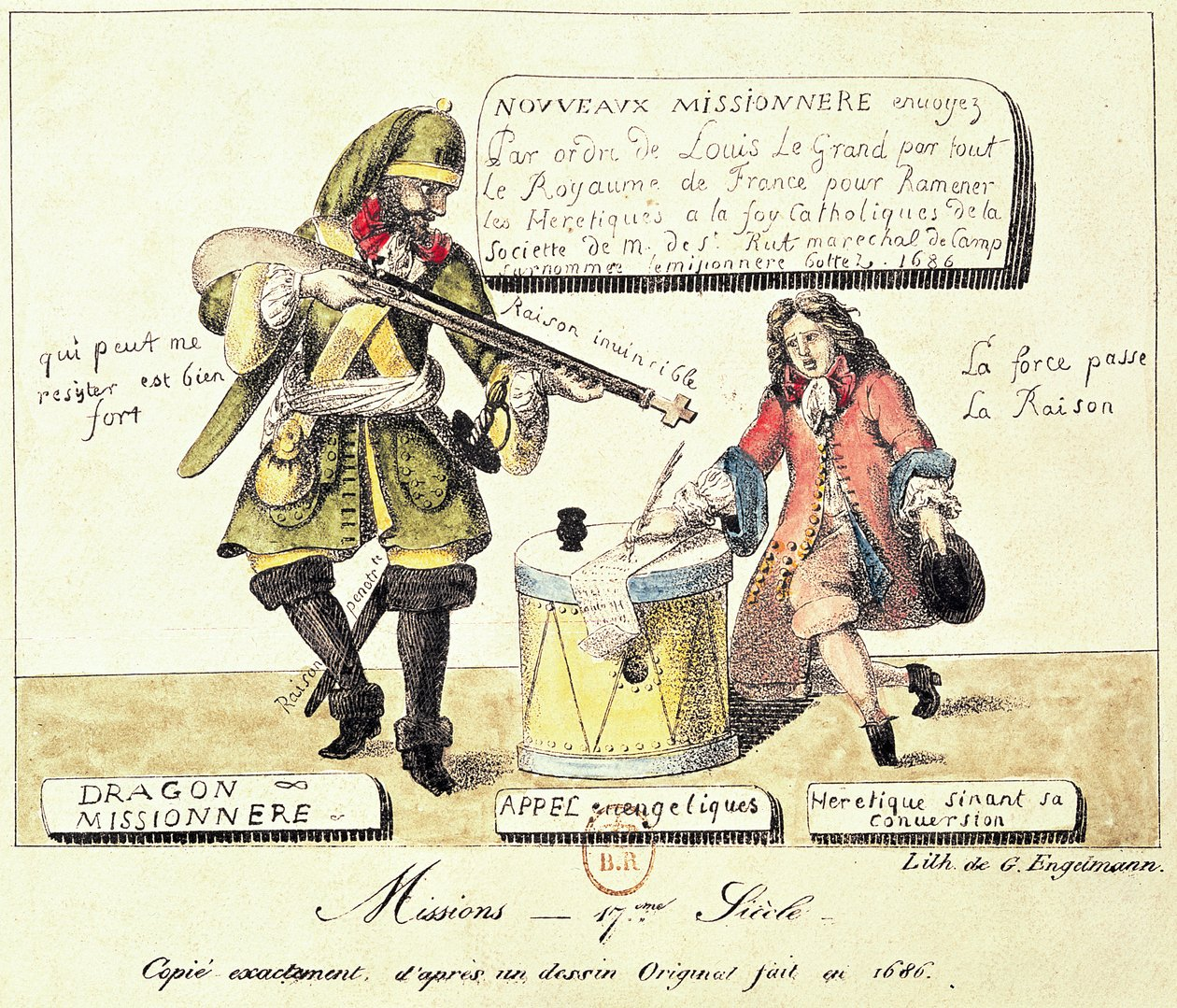
Les « dragons missionnaires » : Qui peut me résister est bien fort.

L'ordonnance du 11 avril 1681 est à l’origine des dragonnades. Elle permet : « l’exemption de logement des gens de guerre et contribution d’iceux pendant deux ans en faveur de ceux qui, étant de la RPR se sont convertis et faits catholiques depuis le 1er janvier dernier et qui se convertiront ci-après ».

##### Les conversions forcées
Le but des dragonnades mises en œuvre à partir du mois de mai 1681 dans le Poitou par l’intendant Marillac est de terroriser les populations et d'obtenir leur conversion. Les soldats du roi logent chez l’habitant protestant et tentent par tous les moyens de le faire abjurer car « le roi le veut ». Les moyens employés vont d’une simple démonstration de force jusqu’au pillage, au viol et au meurtre. Une fois qu'un village s'est converti, les soldats passent à un autre.
Les temples encore debout ferment et les conversions de réformés poitevins, obtenues par l'arme de la terreur, sont massives : la première dragonnade organisée en 1681 par l’intendant du Poitou, Marillac, permit à cet agent du pouvoir royal d'annoncer « 30 000 conversions obtenues entre août et novembre ».
Les premiers fugitifs tentent de s'échapper par les ports de l’Atlantique.
En 1682, l'assemblée du clergé rédige un avertissement pastoral adressé aux protestants, qui les menace de « malheurs incomparablement plus épouvantables et plus funestes que tous ceux qui vous ont atteints jusqu'à présent dans votre révolte et votre schisme » s'ils persistent à ne pas réintégrer l'Église romaine. Homologué par Louis XIV, cet avertissement est envoyé aux Intendants et lu dans les temples où il est lu par un membre du clergé catholique. Les protestants répondent poliment mais fermement qu'ils ne reconnaissent à ce clergé aucun pouvoir sur leurs consciences.
Après une pause de trois ans, les dragonnades reprennent dans le Sud-Ouest à partir de mai 1685. Partant du Béarn, elles gagnent le Languedoc et la vallée du Rhône à l’est, puis la Saintonge au nord. « On estime qu’à la fin de l’été [1685, soit avant l'édit de Fontainebleau], le nombre de ceux qui signèrent sous la contrainte une Confession de Foi catholique préparée à cette fin atteignit environ 400 000 ».

##### Nouvelles mesures vexatoires
La législation renforce l’impact des dragonnades. En août 1684, les biens des consistoires sont transférés aux hôpitaux. En septembre 1684, un arrêt interdit aux réformés d’aider les religionnaires pauvres et malades ; les hôpitaux sont tenus par des ordres religieux. En décembre 1684, l’exercice du culte est prohibé là où il y a moins de 10 familles protestantes. En mai 1685, les réformés fugitifs encourent les galères en cas d'arrestation.
Au mois d’octobre 1685, sous prétexte que la plupart des réformés sont convertis et que l’Église réformée a presque totalement disparu, « l’hérésie » est déclarée extirpée. Il ne reste plus au roi qu’à révoquer l’édit de Nantes, symbole inutile d’un temps révolu.

## La révocation de l'édit (1685)

### Le point de vue du pouvoir royal

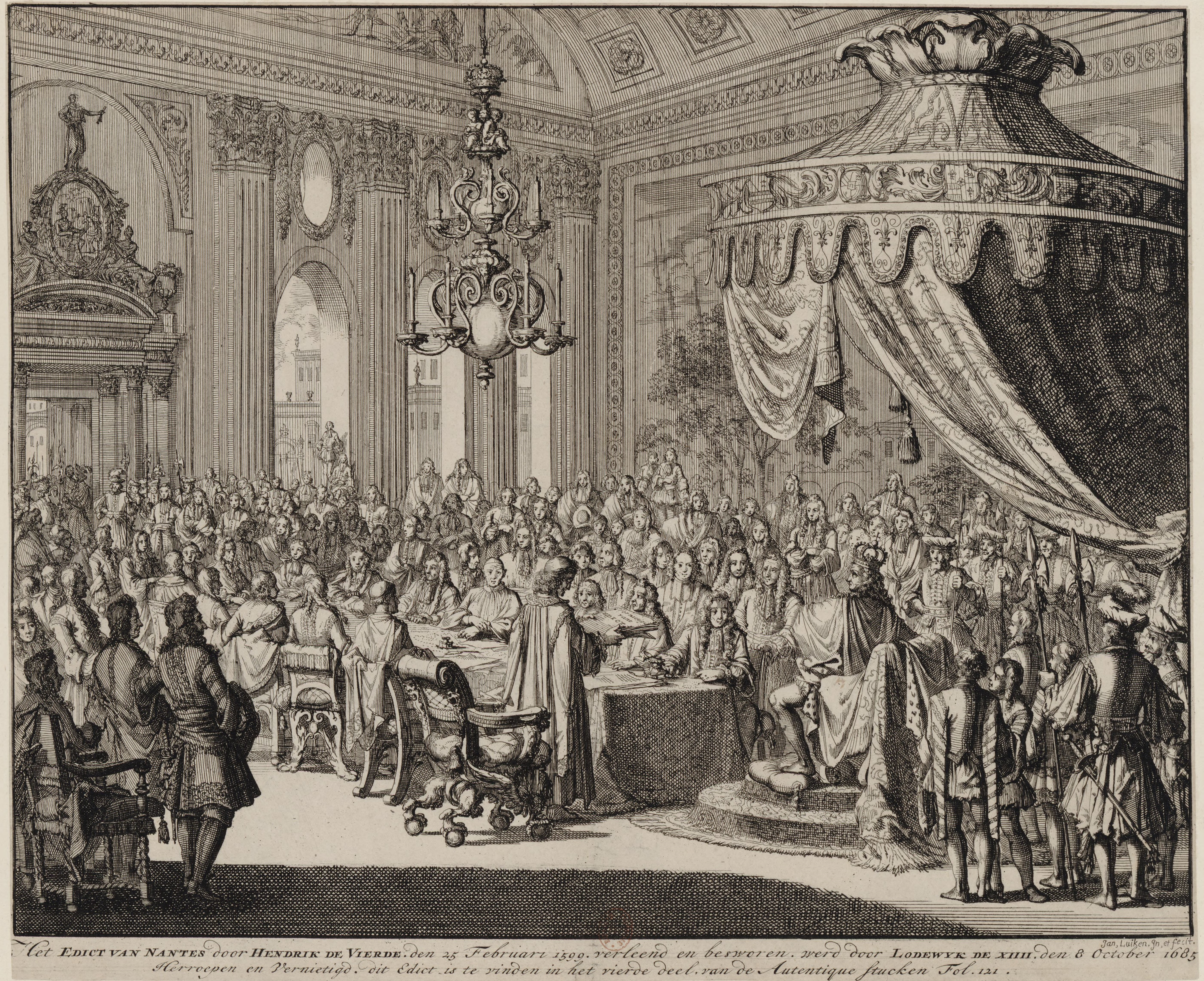
Révocation de l'édit de Nantes par Louis XIV.
Eau-forte hollandaise gravée par Jan Luyken pour l'ouvrage du théologien protestant Élie Benoist, Histoire de l'Édit de Nantes, … jusques à l'Édit de Révocation (1693).

Après réflexion, le Conseil du roi se prononce en faveur de la révocation. Louvois, secrétaire d'État de la Guerre et principal artisan des dragonnades, le Chancelier Le Tellier, le Contrôleur général des finances Le Peletier sont favorables à la suppression du protestantisme. Le Grand Dauphin, lui, aurait préféré une mort lente et sans heurts de l'hérésie. Quelques intendants influents, Marillac, Bâville, Foucault considèrent le protestantisme comme une menace contre l'absolutisme.
De son côté, Bossuet, grand théoricien de la monarchie de droit divin, ne cesse de présenter l'absolutisme dans son unicité : tous les sujets sont indissolublement liés à le servir comme ministre de Dieu, auquel il doit seulement rendre compte. Intérêt divin, intérêt royal et intérêt public sont confondus. Supprimer le protestantisme apparaît comme une garantie de l'ordre et de la stabilité d'un régime voulu par Dieu lui-même.

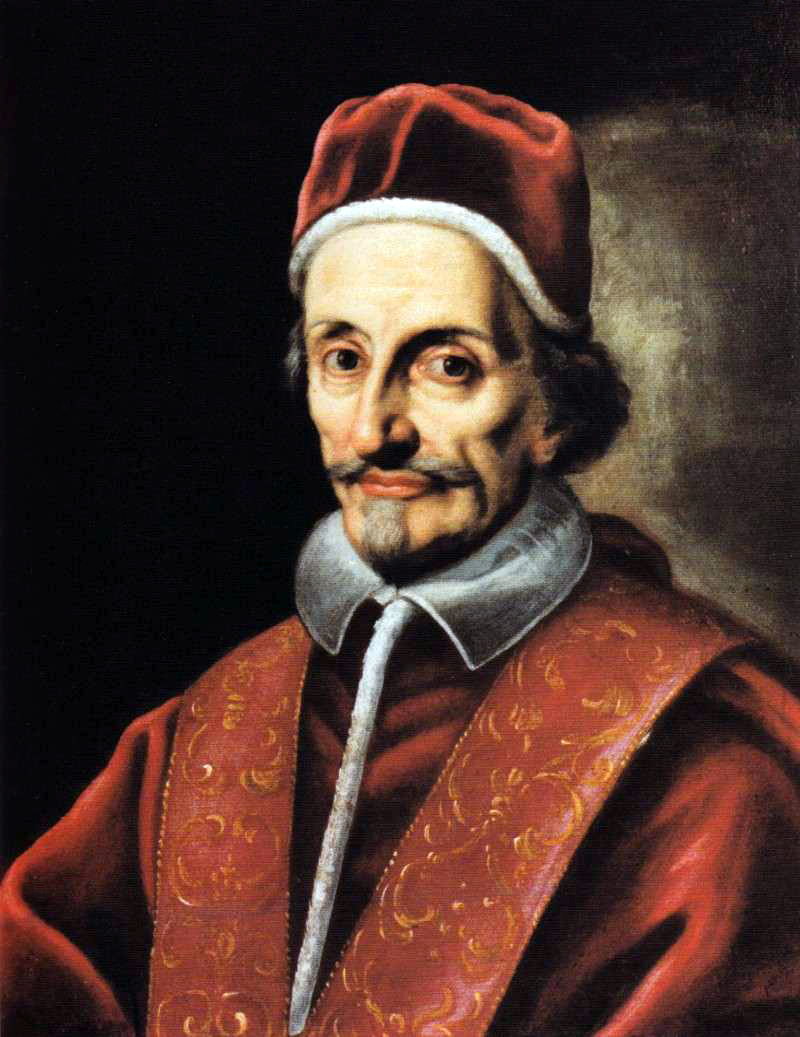
Innocent XI, le pape des pauvres, béatifié le 7 octobre 1956.

Contre l'avis de la marquise de Maintenon, à qui l'on a prêté l'opinion contraire (avant l'étude de son biographe François Bluche), Louis XIV révoque l’édit de Nantes, le 18 octobre 1685, décision enregistrée par le Parlement de Paris le 22 octobre. Plusieurs raisons aident Louis XIV à prendre cette décision. Le roi s'en explique lui-même dans le préambule de l'édit :

« Dieu ayant enfin permis que nos peuples jouissent d’un parfait repos et que nous-mêmes, n’étant pas occupés des soins de les protéger contre nos ennemis [...] nous voyons présentement, avec la juste reconnaissance que nous devons à Dieu, que nos soins ont eu la fin que nous nous sommes proposés, puisque la meilleure et la plus grande partie de nos sujets de ladite R.P.R. ont embrassé la Catholique. Et d’autant qu’au moyen de l’exécution de l’édit de Nantes et de tout ce qui a été ordonné en faveur de ladite R.P.R. demeure inutile, nous avons jugé que nous ne pouvions rien faire de mieux, pour effacer entièrement la mémoire des troubles, de la confusion et des maux que le progrès de cette fausse religion a causés dans notre royaume et qui ont donné lieu audit édit et à tant d’autres édits et déclarations qui l’ont précédé ou ont été faits en conséquence, que de révoquer entièrement ledit édit de Nantes. […] »

Sur le plan purement politique, la France est hégémonique en Europe. La guerre de Hollande (1672-1679) s'est terminée par la paix de Nimègue, signée le 10 août 1678 avec les Provinces-Unies. Suivront les signatures de l'Espagne le 17 septembre, de l'empereur le 5 février 1679, suivies, la même année, de celles de l'électeur de Brandebourg (20 juin), du roi du Danemark (2 septembre) et de la Suède (26 novembre). Si ce traité sonne comme le triomphe de « Louis le Grand », ce n'est en réalité qu'une victoire en demi-teinte, car la république des Provinces-Unies n'est ni vaincue ni démembrée.
Sur le plan religieux, il devenait urgent pour Louis XIV de prouver sa fidélité à la cause catholique, après son absence à la bataille de Vienne (1683), et aussi d'apaiser les relations avec le pape Innocent XI. Le gallicanisme s'était développé avec l'absolutisme d'un roi qui avait multiplié les causes de conflit avec la papauté au début des années 1680. La « déclaration des quatre articles de 1682 », rendue publique le 19 mars 1682, proclame que le Pape doit respecter les us et coutumes de l’Église de France. Ce manifeste pour l’église gallicane est reçu par Rome comme un outrage.
Les sanctions papales sont immédiates : Innocent XI refuse d’investir les évêques nommés par le roi. Dans la mesure où les évêques constituent des relais du pouvoir central, leur absence provoque une rupture dans la transmission des ordres par voie hiérarchique. Avant même que l’affaire ne soit réglée en 1692 et qu'Innocent XII n'apaise les tensions avec le roi de France, il convient que Louis XIV donne des preuves de sa bonne volonté. Les participants de l’Assemblée du clergé de 1682 regrettent publiquement leur publication et Louis XIV ordonne de ne plus enseigner la déclaration des Quatre articles de la même année.
Dans ce climat de tension avec la Papauté, le succès des dragonnades passe pour un moyen d'apaisement. Il arrive à point nommé pour prouver l’inéluctabilité de la conversion des réformés au catholicisme. Mais il faut une preuve encore plus grande de la sincérité royale, qui n'entame pas l'autorité de la fonction et redonne du prestige à la monarchie : l'édit de révocation doit y contribuer.

### Le contenu de l'édit de Fontainebleau
Le préambule de l'édit de Fontainebleau présente l'édit de Nantes comme une mesure provisoire :

« Le Roi Henry le Grand, notre aïeul de glorieuse mémoire, voulant empêcher que la paix qu’il avait procurée à ses sujets, après les grandes pertes qu’ils avaient souffertes par la durée des guerres civiles et étrangères, ne fut troublée à l’occasion de la Religion Prétendue Réformée, comme il était arrivé sous les règnes des Rois ses prédécesseurs, aurait par son édit donné à Nantes au mois d’avril 1598, réglé la conduite à tenir à l’égard de ceux de ladite religion, les lieux dans lesquels ils en pourraient faire l’exercice, établi des juges extraordinaires pour leur administrer la justice, et enfin pourvu même par des articles particuliers à tout ce qu’il aurait jugé nécessaire pour maintenir la tranquillité dans son royaume, et pour diminuer l’aversion entre ceux qui étaient de l’une et l’autre religion, afin d’être plus en état de travailler comme il avait résolu de faire réunir à l’Église ceux qui s’en étaient si facilement éloignés. »

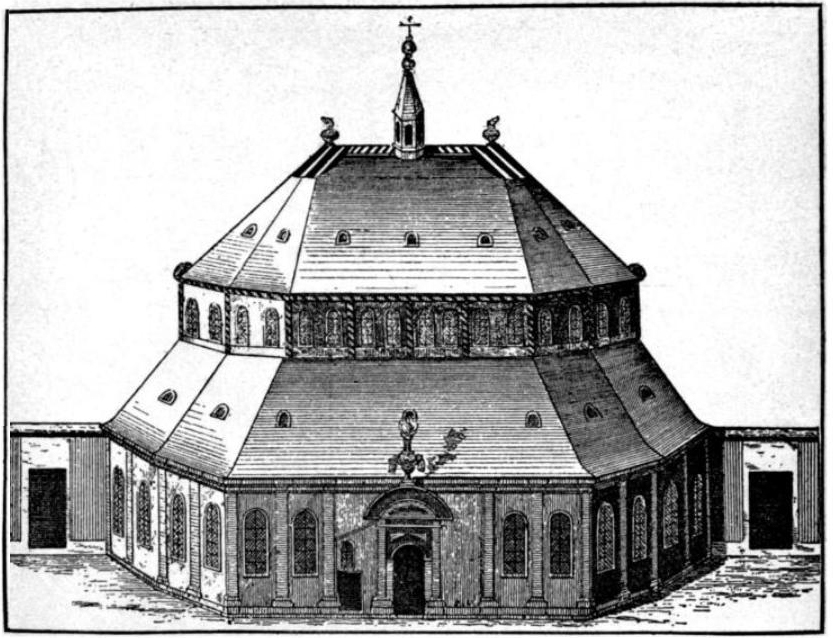
Le Temple réformé de Caen détruit en 1685.

- l’article 1 révoque l’édit de Nantes et présente les modifications apportées au texte pour le faire accepter par les parlements ; il ordonne la destruction de tous les temples ;
- l’article 3 interdit l’exercice du culte réformé et l'enseignement dans les écoles pour enfants protestants ;
- les articles 4 et 5 donnent le choix aux « ministres » (pasteurs) de la conversion ou de l’exil ;
- l’article 10 interdit aux protestants non-convertis de quitter le royaume sous peine de galères pour les hommes, de prison avec confiscation de corps et de biens pour les femmes ; les protestants émigrés sont autorisés à revenir dans le Royaume et pourront recouvrer leurs biens ;
- l’article 12 conclut l’édit royal de façon ambiguë :

« Pourront au surplus lesdits de la RPR, en attendant qu’il plaise à Dieu de les éclairer comme les autres, de demeurer dans les villes et lieux de notre royaume, pays et terres de notre obéissance, y continuer leur commerce et jouir de leurs biens sans pouvoir être troublés ni empêchés sous prétexte de ladite R.P.R. à condition, comme il est dit, de ne point faire d’exercices ni de s’assembler sous prétexte de prières ou de culte de ladite religion de quelque nature qu’il soit, sous les peines (…) de confiscation de corps et de biens. »

Cet article laisse les historiens circonspects. Ainsi, le pouvoir royal, contre toute logique, autoriserait les protestants à rester dans le royaume à condition de ne pas s’assembler pour exercer leur culte, malgré les mesures coercitives qu'il a décrétées depuis plusieurs années. Selon Élisabeth Labrousse, cette clause est une « duperie », un moyen de modérer les réactions indignées des nations protestantes, comme l’électeur palatin ou le prince-électeur de Brandebourg. Selon Bernard Hours, il faut rapprocher cet article 12 des Quatre Articles de 1682 : le Roi y aurait l'intention de marquer la séparation entre le pouvoir temporel, permettant de légiférer sur l’organisation matérielle du culte protestant, et le pouvoir spirituel, seul capable d'imprégner durablement les consciences de la foi catholique.
L'édit de Fontainebleau est scellé par le chancelier Michel Le Tellier, adversaire du protestantisme, quelques jours avant sa mort.

## Conséquences immédiates

### En France

#### Une décision approuvée par les catholiques français
Selon toute évidence, les catholiques français et pas seulement les dévots approuvent la décision du monarque dans leur grande majorité.

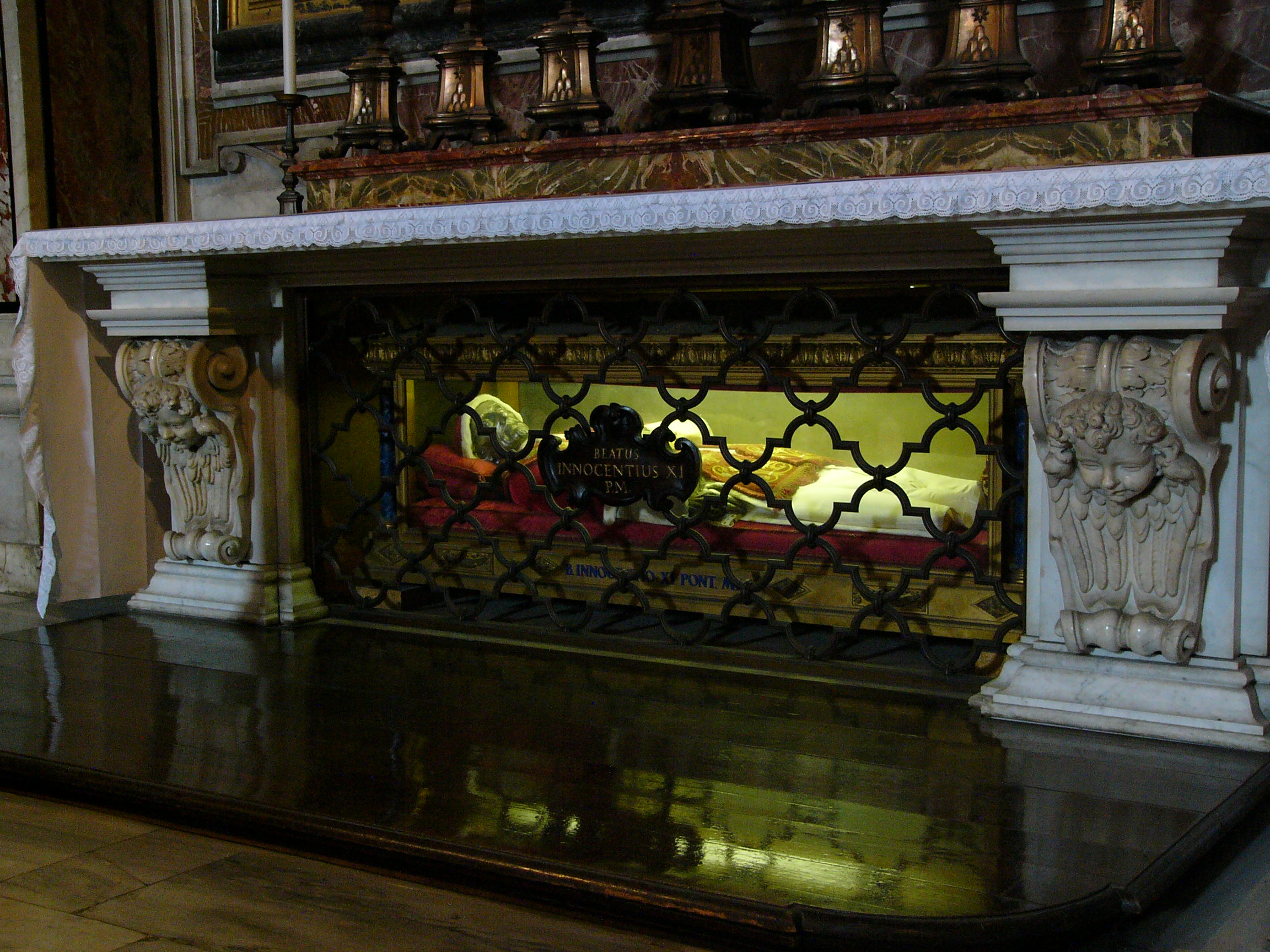
Châsse du Bienheureux Innocent XI, pape, pilier de saint André, Saint-Pierre de Rome.

Un concert de louanges glorifie Louis XIV à l’image de la marquise de Sévigné : « Jamais aucun roi n’a fait et ne fera rien de plus mémorable. » Dans son oraison funèbre au chancelier Le Tellier, Bossuet célèbre en Louis XIV le « nouveau Constantin » et le « nouveau Théodose », le restaurateur de l’unité religieuse du Royaume.
Cette décision est la plus populaire auprès des Français de toutes les décisions prises par Louis XIV et soude la nation autour du roi.

#### Désolidarisation de certains catholiques
Diverses voix finissent cependant par s'élever dans les milieux catholiques : Vauban, Chamlay, le collaborateur de Louvois, Bégon, l'intendant de La Rochelle, d'Aguesseau, en Languedoc, les évêques et archevêques de Paris, Reims, Châlons, Soissons, La Rochelle et Saint-Pons. Le Père Tixier, bénédictin, ami du Grand Condé, lui avoue qu'à son avis les « convertis » étaient plus huguenots après leur conversion qu'ils ne l'étaient auparavant et l'évêque de Grenoble renchérira : « Ils ne veulent entendre parler ni de messe ni de sacrement. »
Vauban envoya un Mémoire pour le rappel des Huguenots par deux fois (1687 et 1689) à Louvois — lequel ne répondit pas, pas plus qu'il ne transmit le texte au roi ou au Conseil d'en haut comme l'espérait Vauban. Il y développe quatre raisons d'annuler l’édit de Fontainebleau de 1685 :
- raison militaire : la France, en guerre contre une vaste coalition européenne, pourrait faire revenir à elle les nombreux militaires chassés par la révocation : 8 à 9 000 marins, 10 à 12 000 soldats aguerris, 5 à 600 officiers qui servent à présent dans les armées de ses ennemis ; les ingénieurs militaires peu nombreux mais extrêmement recherchés pour la guerre de siège et les artilleurs.
- raison économique : les quelque 80 à 100 000 huguenots (selon l'estimation de Vauban) sont partis avec des fonds, mais surtout avec leur savoir-faire, avec pour conséquence un appauvrissement des métiers d’art et des manufactures françaises que Colbert avait développées, et un renforcement de la concurrence internationale ;
- raison politique : lors des négociations de paix qui succéderont à la guerre en cours, les puissances étrangères risquent d’imposer au roi leurs conditions, et parmi elles, de rétablir l’édit de Nantes. Vauban propose que la France prenne les devants pour s’attirer la reconnaissance des huguenots et les détacher des princes protestants ;
- raison morale : catholique sincère, Vauban a observé les violences exercées sur les populations notamment lors de voyages dans le Sud de la France. Scandalisé, il argumente que les persécutions sont toujours inefficaces et parfois même contre-productives puisque, écrit-il, la Saint-Barthélemy avait fait augmenter le nombre des protestants. Il va même jusqu’à dire que la concurrence entre les religions est saine : « Il n’y a qu’à remonter jusqu’au règne de François Ier et voir ce que c’étaient que les ecclésiastiques de ce temps-là, leurs mœurs et leur doctrine ».

Vauban ne fut pas entendu. Pierre Gaxotte avance l'explication suivante : « L'Église de France avait des docteurs, des saints, des politiques, des prélats intelligents et habiles. Elle pouvait produire de grandes œuvres de controverse : Bossuet publie l'Histoire des variations en 1688 ; elle pouvait envoyer en terre rebelle de prestigieux missionnaires : Fénelon en Saintonge, Bourdaloue en Languedoc. Il lui manquait un clergé populaire, éclairé, patient, capable de gagner les cœurs par un travail insensible ».

#### Destruction des derniers temples
Les derniers temples sont rasés, comme celui de Charenton du 18 au 23 octobre 1685. Exception, le temple du Collet-de-Dèze dans les Cévennes a survécu à la destruction générale des temples construits avant 1685.

#### L'exode massif des protestants français
Au XVIIe siècle, Vauban évalue à 100 000 le nombre d'émigrés, mais des historiens modernes comme Didier Boisson et Hugues Daussy avancent entre 150 000 et 180 000 départs entre 1680 et 1715. « Au total, selon Jean-Paul Pittion, il est probable qu’entre 1680 et 1700, quelque 25 % des protestants français, soit 200 000 huguenots (comme on les appela au Refuge), s’enfuirent du royaume ». L'exode s'étant poursuivi pendant un demi-siècle, ces évaluations demeurent incomplètes.
Le roi commença par interdire la sortie du royaume, sans doute pour faciliter les conversions. L'émigration s'organisa ; elle fut favorisée par l'édit de Potsdam, promulgué trois semaines après celui de Fontainebleau (par lequel le Grand Électeur de Brandebourg faisait connaître les avantages attendant les protestants français). Les agents du pouvoir royal commencèrent par laisser faire, puis arrêtèrent quelques fugitifs pour les envoyer aux galères, ou bien les tuèrent.

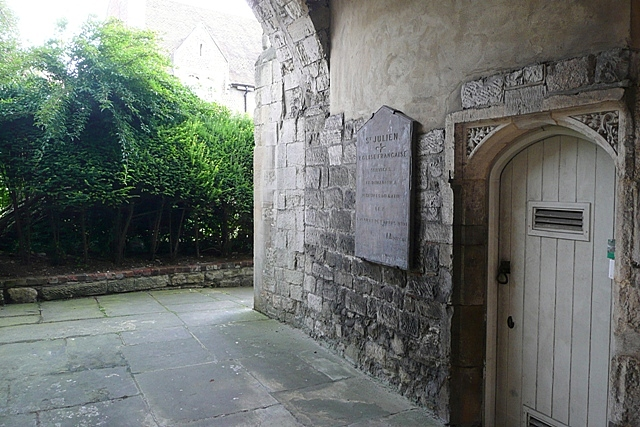
Église Saint-Julien de Southampton, utilisée par les réfugiés huguenots aux XVIe siècle et XVIIe siècle.

#### Résistance passive des protestants et poursuite des persécutions
« Le dernier article de l’édit [de Fontainebleau] garantissait aux réformés qu’ils ne seraient pas inquiétés pour leur croyance, à condition « de ne pas s’assembler sous prétexte de prières ou de culte ». Beaucoup crurent un temps que cet article les protégerait en cas de refus d’abjurer. Il n’en fut rien. Les dragonnades pour obtenir les conversions continuèrent en Normandie, Anjou, Touraine, Picardie et dans le territoire de Metz. Une série de sanctions fut prise à l’encontre des plus opiniâtres, placement des enfants dans les hôpitaux ou les couvents, emprisonnement des parents. […]. En 1686-1687, le pouvoir royal en fut réduit à se débarrasser des irréductibles, en expulsant les notables vers l'Angleterre et en déportant les humbles aux Antilles ».
Dès lors le protestantisme devient une religion clandestine. De nombreux protestants, forcés de se dire convertis au catholicisme et dénommés « nouveaux convertis » par les autorités, s’abstiennent parfois massivement d’aller à la messe ou d’envoyer leurs enfants au catéchisme dès que les dragons s’éloignent. L’assistance à la messe est plus surveillée pour les notables que pour le petit peuple. Par exemple à Anduze, bourg protestant des Cévennes, les curés constatent en 1689 que seulement 10 % des nouveaux convertis ont communié à Pâques. Ceux qui sont forcés d’envoyer leurs enfants au catéchisme défont souvent le soir à la maison l’enseignement catholique et transmettent à leurs enfants leur rejet du catholicisme.
L’édit de Fontainebleau rend le baptême catholique obligatoire. Les nouveaux convertis s’y soumettent, ne serait-ce que pour donner un état civil à leur enfant, puisque c'est l’Église catholique qui tient les registres d’état civil. L'édit a en revanche omis le mariage. Quelques nouveaux convertis acceptent le mariage catholique mais d’autres font seulement un contrat de mariage devant notaire, et éventuellement un mariage religieux clandestin, mais leurs enfants sont alors portés comme illégitimes dans les registres de baptême. Cette marque d’infamie ne pourra être régularisée qu'après l’édit de tolérance de 1787. Les nouveaux convertis trouvent aussi toutes sortes de ruses pour échapper à l'extrême onction (déclaration de mort subite, absence d’appel du médecin qui a obligation de déclarer l’état du malade au pouvoir civil et au curé).
La résistance devient plus active par le maintien d’une pratique religieuse familiale ou des réunions privées avec des voisins. Les pasteurs du Refuge cherchent à favoriser ces réunions privées en imprimant des « liturgies pour les chrétiens privés de pasteur ». Très vite, surtout dans les régions méridionales, les nouveaux convertis se réunissent dans des endroits reculés pour célébrer le culte protestant clandestinement. Ce sont les « assemblées du désert ». Elles sont activement réprimées.

### À l'étranger

#### L'indignation des protestants étrangers
La persécution et la fuite des huguenots sont préjudiciables à la réputation de Louis XIV à l’étranger.

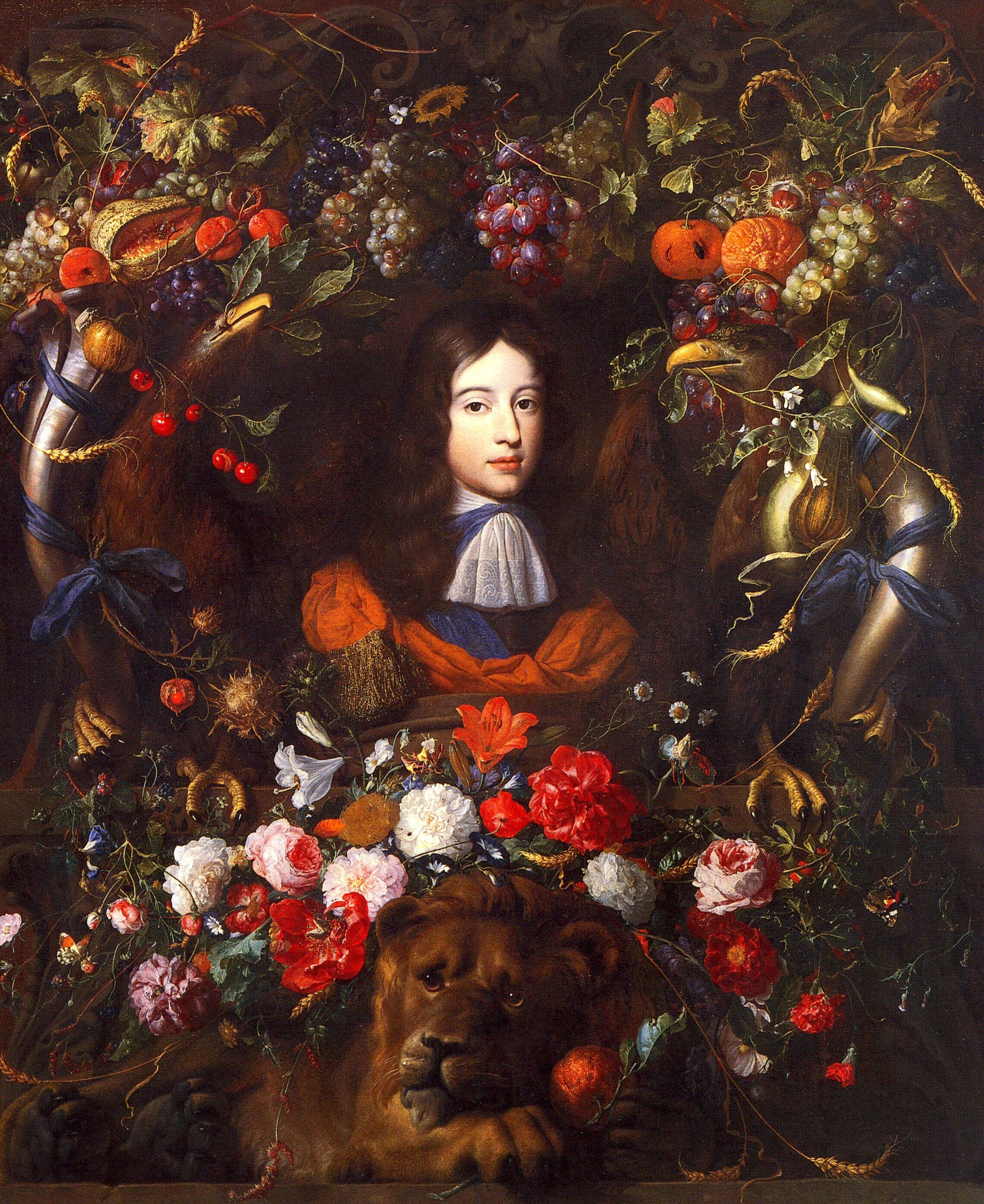
Guirlande de fleurs et de fruits avec le portrait de Guillaume III d'Orange, vers 1661 - 1672, huile sur toile, H. 134 ; L. 114 cm, envoi de l'État, Inv. A 85, musée des Beaux-Arts de Lyon.

La révocation de l’édit de Nantes intervient à contretemps dans une Europe réglée depuis une quarantaine d'années par les traités de Westphalie qui concluent la guerre de Trente Ans et où la plupart des États ont arrêté toute répression confessionnelle. Les princes d’Europe sont désormais libres de choisir leur foi sans crainte d'une intervention extérieure, et leurs sujets peuvent émigrer s’ils ne veulent pas se convertir. Par l’édit de Fontainebleau, Louis XIV transforme quant à lui ses sujets en prisonniers. Il met en place une répression qui n’est plus de mise dans une Europe cosmopolite et se met à dos les princes protestants avec lesquels la France avait coutume de nouer des alliances.
L'édit de Fontainebleau a nui aux relations diplomatiques françaises notamment avec l'Angleterre : alors que les deux royaumes entretenaient des relations relativement paisibles avant 1685, ils deviennent, à partir de 1689, des ennemis acharnés enchaînant une série de guerres que certains historiens ont appelée « la deuxième guerre de Cent Ans ».
Les protestants français éprouvent une gêne compréhensible à l'égard de leurs coreligionnaires étrangers, alliés par la religion mais potentiellement ennemis du royaume dont ils demeurent sujets, au moins dans les premiers temps. Les princes allemands songent de plus en plus sérieusement à engager un conflit contre Louis XIV. Le stathouder des Provinces-Unies, Guillaume III d'Orange-Nassau, futur roi d'Angleterre, n'attend qu'une occasion pour engager les hostilités. Alors que la politique des Réunions (1678-1681), l’affaire des Pays-Bas espagnols (1683-1684) et de Gênes (1684), le soutien de Louis XIV à la Princesse Palatine lors de la succession de l'électeur palatin en 1685 n'ont pas été suffisants pour provoquer l'entrée en guerre, la révocation de l'édit de Nantes finit par faire éclater la guerre de la Ligue d'Augsbourg. La ligue d'Augsbourg se met en place : alliance entre la Hollande et la Suède en 1686 ; entre l'empereur et l'électeur de Brandebourg, le 7 mai 1686 ; Ligue d'Augsbourg contre Louis XIV, le 9 juillet 1686 entre Guillaume III d'Orange-Nassau, l'empereur Léopold Ier, l'Espagne, la Suède, la Bavière, les ducs de Saxe ; puis, en septembre, l'électeur palatin et le duc de Holstein-Gothorp. Si l'on ne peut imputer à la seule révocation cette coalition contre la France — la présence de la très catholique Espagne nous l'interdit — force est de constater qu'elle y a fortement contribué. Traités et alliances ne cesseront de renforcer la Ligue d'Augsbourg jusqu'en 1690, même si la Suède et le Danemark décident, cette année-là, de respecter la neutralité dans un conflit qui durera jusqu'en 1697.

#### L'accueil mitigé des puissances catholiques
En dehors des frontières, l'accueil des catholiques est mitigé. Innocent XII écrit un bref peu enthousiaste pour féliciter le roi le 16 novembre 1685. Il va même jusqu'à donner un Te Deum le 30 avril 1686. En fait, les tensions persistent entre le Saint-Siège et Versailles. La Cour espérait que le pape laisserait le roi exercer son droit de régale, mais le bref apostolique lui rétorque qu'il doit attendre sa récompense de la miséricorde divine plutôt que du Saint-Siège. Quant aux princes catholiques, s'ils s'acquittent bien des félicitations d’usage, ils ne changent rien à leur politique à l’égard de la France.

#### La riposte du Refuge
Deux protestants réfugiés à Rotterdam en 1681, soit quatre ans avant l'édit de Fontainebleau, ont développé deux réponses, l'une philosophique, l'autre politique. Pierre Bayle, dont le frère aîné Jacob est mort en prison, a défendu la tolérance dans son Commentaire philosophique sur ces paroles de Jésus-Christ, contrains-les d'entrer (1686). Plus tard, il incitera les protestants restés en France à rester loyaux envers Louis XIV. À l'inverse, le pasteur Pierre Jurieu écrit plusieurs pamphlets pour dénoncer la tyrannie royale : il esquisse une théorie du contrat entre le roi et le peuple souverain.

## Conséquences à long terme

### Le prophétisme et l'insurrection protestante dans les Cévennes (1702-1711)
L'édit de Fontainebleau est d'abord à l'origine du foisonnement des petits prophètes, témoignage des souffrances du petit peuple protestant pour qui il n'est pas question d'émigrer, puis d'une insurrection protestante dans les Cévennes (Camisards) qui mobilise plusieurs régiments de 1702 à 1704 et se prolonge par intermittences jusqu'en 1711.

### Échec des visées prosélytes

#### Reconstitution du protestantisme institutionnel
La répression n'empêcha pas le protestantisme français de se reconstituer. La restauration clandestine des Églises est l’œuvre d’Antoine Court qui, malgré les risques et la clandestinité, rétablit la discipline des Églises réformées, d’abord dans le Midi, puis dans quelques provinces du Nord. On nomme cette période de l'histoire protestante « le Désert » ou bien « l’Église sous la Croix ».

#### XVIIIesiècle
L’édit de Versailles, enregistré  le 7 novembre 1787 au parlement sous Louis XVI, rend aux protestants, ainsi qu’aux juifs, une existence légale, en instituant un état civil laïc tenu par des juges royaux pour les non-catholiques. Une partie des droits confisqués par l’édit de Fontainebleau sont restaurés  sans toutefois reconnaitre la liberté de culte. 

##### Des personnalités protestantes à des postes de haut-rang
Au début du règne de Louis XVI, le 21 octobre 1776, Jacques Necker, protestant et citoyen de Genève, est nommé au poste de directeur général du Trésor. Le 17 juillet 1789, il est nommé principal ministre d'État du royaume.

##### Révolution française
La rédaction par la Constituante de la Déclaration des droits de l’homme et du citoyen en août 1789 est marquée par les suites de la révocation de l’édit de Nantes. Le pasteur Rabaut-Saint-Étienne réclame « non la tolérance, mais la liberté », alors que l’article 10 déclare : « Nul ne doit être inquiété pour ses opinions même religieuses, pourvu que leur manifestation ne trouble pas l'ordre public établi par la loi ». Cet article tolère la liberté religieuse mais n'accorde pas la liberté de culte sans condition. Il est en retrait par rapport au projet proposé par le comte de Castellane : « Nul homme ne doit être inquiété pour ses opinions religieuses, ni troublé dans l'exercice de sa religion », et par rapport au souhait de Rabaut-Saint-Étienne : « Tout homme est libre dans ses opinions, tout citoyen a le droit de professer librement son culte, et nul ne doit être inquiété à cause de sa religion ».
Le 24 décembre 1789, la Constituante prononce l’admission des non-catholiques à tous les emplois. Le 10 juillet 1790, elle statue que les biens confisqués aux « religionnaires fugitifs » réfugiés hors de France pour cause de religion après la Révocation seront restitués à leurs héritiers survivants, et vote une loi ad hoc, le 15 décembre 1790. Cette loi permet également à toutes les « personnes nées en pays étranger, descendant, en quelque degré que ce soit, d’un Français ou d’une Française expatrié pour cause de religion » qui « reviennent en France, y fixent leur domicile et prêtent le serment civique », de faire reconnaitre leur droit à la nationalité française.
La Constitution de 1791 déclare tout citoyen « libre d’exercer le culte auquel il est attaché ».

### Les descendants des huguenots en Europe
On peut dresser la liste de quelques descendants de huguenots, que le grand électeur Frédéric-Guillaume Ier de Brandebourg avait invités à s’établir dans son royaume pour l’aider à reconstruire son pays ravagé par la guerre et sous-peuplé, élevés à des postes d’importance dans leur pays d'accueil. Plusieurs personnalités allemandes de premier plan, intellectuel, culturel, politique et militaire de l’histoire allemande, dont l'académicien Formey, le romancier August Lafontaine, l’écrivain Friedrich de La Motte-Fouqué, le physiologiste Emil du Bois-Reymond, le poète Theodor Fontane, le général Hermann von François ou les as de l'aviation Hans-Joachim Marseille et Adolf Galland sont d’origine huguenote. Le dernier Premier ministre de la République démocratique allemande, Lothar de Maizière, descend aussi d’une famille huguenote de Maizières-lès-Metz ainsi que Thomas de Maizière. La Suisse accueillit son contingent de familles huguenotes qui s'établirent dans le commerce et la finance. Parmi elles, au XIXe siècle, on parlera du célèbre « royaume Pourtalès ». De Hollande, beaucoup sont repartis pour la colonie néerlandaise du Cap, en Afrique du Sud, où les huguenots originaires de la région bordelaise et du Luberon ont contribué à l'implantation de la viticulture locale. Certains sont envoyés vers d'autres colonies hollandaises comme Pierre Minuit à La Nouvelle-Amsterdam. Aux États-Unis même, les huguenots comptent des descendants illustres comme John Jay, Paul Revere, Franklin Delano Roosevelt, Warren Buffett ou Robert Duvall.
En Europe, Pierre Gaxotte cite le cas d'un marchand de vin parisien arrivé en Hollande avec 600 000 livres, un libraire de Lyon avec 1 000 000. Si la France du XIXe siècle est redevable de personnalités calvinistes du secteur bancaire d'origine française, ayant quitté la France au rythme des persécutions, elle ne retrouvera pas cette multitude d'artisans et de commerçants de valeur que le colbertisme avait contribué à protéger et à faire prospérer.
L'exil n'était pas nécessairement définitif. Ainsi, il arrivait que, pour des affaires familiales ou commerciales, les réfugiés reviennent dans le royaume de France, en abjurant, provisoirement ou non, leur foi. Ces retours étaient envisagés avec circonspection par l'État, y compris quand il s'agissait de descendants de huguenots exilés. Ainsi, comme l'a montré Myriam Yardeni avec le cas de Suzanne Cappe, le roi de France renonçait difficilement à ses droits sur ceux de ses sujets qui s'étaient exilés, même naturalisés ou nés à l'étranger.